# Haplophthalmus verhoeffi
Haplophthalmus verhoeffi är en kräftdjursart som beskrevs av Hans Strouhal1948. Haplophthalmus verhoeffi ingår i släktet Haplophthalmus och familjen Trichoniscidae. Inga underarter finns listade i Catalogue of Life.